# 桑頗·丹增頓珠

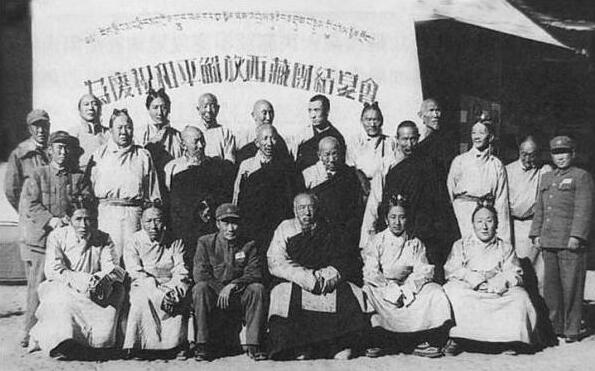
後排左三為桑頗·丹增頓珠

桑頗·丹增頓珠（藏語：བསམ་ཕོ་བསྟན་འཛིན་དོན་གྲུབ་，威利转写：bsam pho bstan 'dzin don grub，1925年—1987年），藏族，西藏拉萨人，桑颇家族成员，桑颇·才旺仁增之子，噶厦官员。

## 生平
他曾历任噶准穷哇、仁希、代本等职务。1951年，他作为藏军二代本在昌都戰役後参加谈判，是“十七条协议”签字人之一。1959年藏区骚乱后他被逮捕，两年后因病释放，1987年去世。

## 自傳
他的藏文自傳於1987年在印度出版。土登桑沛將其英譯為My Life's Turbulent Waves。